# 罗杰·史蒂文斯

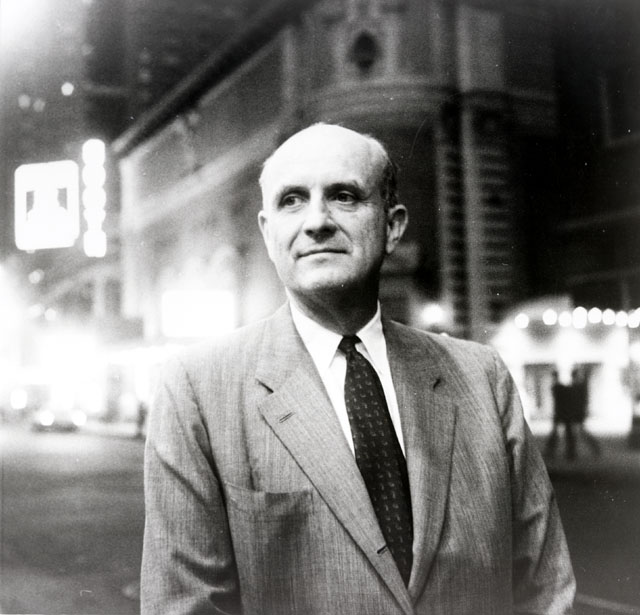
罗杰·史蒂文斯

罗杰·莱西·史蒂文斯（Roger Lacey Stevens，1910年3月12日-1998年2月2日）是一位美国劇場節目制作人和房地产企業高管。他生于密歇根州底特律，1934年，他加入底特律一家房地产公司。他也创作了100多部戏剧和音乐剧，曾任演员工作室的負責人。 後來他在约翰·肯尼迪 的邀請下協助建設约翰·肯尼迪表演艺术中心並于1961年至1988年期間擔任第一任主席。